# Тарала, Руслан Игоревич
Руслан Игоревич Тарала (15 мая 1988, Сосновоборск, СССР) — российский футболист, нападающий.

## Карьера
Начинал карьеру в омском «Динамо». В 2002 году пополнил ряды «ФШМ Торпедо», где играл неплохо и исправно забивал голы. В период с 2004 по 2005 год провёл 3 матча за юношескую сборную России и забил мяч в ворота юношеской сборной Финляндии. В 2005 году дебютировал за «Торпедо» в РФПЛ, отыграв все 90 минут в матче с «Москвой». В том сезоне «Торпедо» заняло 15 место и вылетело из Премьер-Лиги. В 2007 году сыграл всего 3 встречи в первом дивизионе и покинул «Торпедо» по окончании сезона. Следующим клубом нападающего стало брянское «Динамо», где провёл полгода, сыграв 16 матчей и забив 3 мяча. Ещё полгода провёл в барнаульском «Динамо», но провёл там всего 4 игры. Затем перешёл в «Торпедо-ЗИЛ», где провёл лучший отрезок своей карьеры. За 2 года в московском клубе провёл 42 матча и забил 10 голов, став одним из двух лучших бомбардиров за всю немноголетнюю историю команды. 1 февраля 2011 года «Торпедо-ЗИЛ» был расформирован, и Руслану пришлось искать новый клуб. Полгода провёл в «Нефтехимике», сыграв за команду матч в Кубке России. Ещё полгода играл в рязанской «Звезде», где сыграл 7 матчей. 13 января 2012 года покинул команду. Летом 2012 года перешёл в «Иртыш».